# Biegi narciarskie na Zimowych Igrzyskach Olimpijskich Młodzieży 2012
Konkurencje biegów narciarskich na Zimowych Igrzyskach Olimpijskich Młodzieży 2012 zostały przeprowadzone w dniach 17 - 21 stycznia 2012 w miejscowości Seefeld in Tirol, oddalonej o 17 km na zachód od głównego miasta igrzysk - Innsbrucku. W ramach igrzysk zawodniczki i zawodnicy walczyli w trzech konkurencjach: dwóch indywidualnych (biegu indywidualnym i sprincie) oraz jednej drużynowej w (sztafecie mieszanej z biathlonem) – łącznie rozdanych zostało zatem pięć kompletów medali. 

## Terminarz
| Data             | Godzina | Miejscowość      | Konkurencja                                           | Złoto               | Srebro           | Brąz                |
| ---------------- | ------- | ---------------- | ----------------------------------------------------- | ------------------- | ---------------- | ------------------- |
| 17 stycznia 2012 |         | Seefeld in Tirol | Bieg indywidualny dziewcząt na 5 km stylem klasycznym | Anastasija Siedowa  | Anamarija Lampič | Lea Einfalt         |
| 17 stycznia 2012 |         | Seefeld in Tirol | Bieg indywidualny chłopców na 10 km stylem klasycznym | Aleksandr Sieljanow | Kentarō Ishikawa | Siergiej Małyszew   |
| 19 stycznia 2012 |         | Seefeld in Tirol | Sprint chłopców stylem dowolnym                       | Andreas Molden      | Marius Cebulla   | Aleksandr Sieljanow |
| 19 stycznia 2012 |         | Seefeld in Tirol | Sprint dziewcząt stylem dowolnym                      | Silje Theodorsen    | Jonna Sundling   | Linn Eriksen        |
| 21 stycznia 2012 |         | Seefeld in Tirol | Sztafeta mieszana z biathlonem                        | Niemcy              | Rosja            | Stany Zjednoczone   |

## Wyniki

### Dziewczęta

#### Bieg na 5 km stylem klasycznym
| Miejsce | Zawodniczka        | Narodowość | Czas    | Strata  |
| ------- | ------------------ | ---------- | ------- | ------- |
|         | Anastasija Siedowa | Rosja      | 14:18.0 | -       |
|         | Anamarija Lampič   | Słowenia   | 14:37.7 | +19.7   |
|         | Lea Einfalt        | Słowenia   | 15:01.2 | +43.2   |
| 4.      | Silje Theodorsen   | Norwegia   | 15:05.6 | +47.6   |
| 5.      | Alisa Żambałowa    | Rosja      | 15:15.8 | +57.8   |
| 6.      | Victoria Carl      | Niemcy     | 15:20.9 | +1:02.9 |
| 7.      | Juli Belger        | Niemcy     | 15:32.5 | +1:14.5 |
| 8.      | Kozue Takizawa     | Japonia    | 15:45.3 | +1:27.3 |
| 9.      | Jonna Sundling     | Szwecja    | 15:45.9 | +1:27.9 |
| 10.     | Nadine Fähndrich   | Szwajcaria | 15:56.6 | +1:38.6 |

#### Sprint stylem dowolnym
| Miejsce | Zawodniczka      | Narodowość | Czas   | Strata |
| ------- | ---------------- | ---------- | ------ | ------ |
|         | Silje Theodorsen | Norwegia   | 1:57.4 | -      |
|         | Jonna Sundling   | Szwecja    | 1:57.5 | +0.1   |
|         | Linn Eriksen     | Norwegia   | 1:57.6 | +0.2   |
| 4.      | Anamarija Lampič | Słowenia   | 1:58.9 | +1.5   |
| 4.      | Katri Lylynperä  | Finlandia  | 1:58.9 | +1.5   |
| 6.      | Lea Einfalt      | Słowenia   | 2:04.6 | +7.2   |

### Chłopcy

#### Bieg na 10 km stylem klasycznym
| Miejsce | Zawodnik                   | Narodowość | Czas    | Strata  |
| ------- | -------------------------- | ---------- | ------- | ------- |
|         | Aleksandr Sieljanow        | Rosja      | 29:28.8 | -       |
|         | Kentarō Ishikawa           | Japonia    | 29:40.2 | +11.4   |
|         | Siergiej Małyszew          | Kazachstan | 29:57.5 | +28.7   |
| 4.      | Chrisander Skjønberg Holth | Norwegia   | 30:14.1 | +45.3   |
| 5.      | Joonas Sarkkinen           | Finlandia  | 30:21.7 | +52.9   |
| 6.      | Christian Stiebritz        | Niemcy     | 30:24.0 | +55.2   |
| 7.      | Miha Šimenc                | Słowenia   | 30:30.9 | +1:02.1 |
| 8.      | Andreas Veerpalu           | Estonia    | 30:42.2 | +1:13.4 |
| 9.      | Petr Knop                  | Czechy     | 30:44.8 | +1:16.0 |
| 10.     | Marcus Ruus                | Szwecja    | 31:02.7 | +1:33.9 |

#### Sprint stylem dowolnym
| Miejsce | Zawodnik            | Narodowość        | Czas   | Strata |
| ------- | ------------------- | ----------------- | ------ | ------ |
|         | Andreas Molden      | Norwegia          | 1:44.1 | -      |
|         | Marius Cebulla      | Niemcy            | 1:44.8 | +0.7   |
|         | Aleksandr Sieljanow | Rosja             | 1:45.1 | +1.0   |
| 4.      | Marcus Ruus         | Szwecja           | 1:46.2 | +2.1   |
| 5.      | Patrick Caldwell    | Stany Zjednoczone | 1:47.0 | +2.9   |
| 6.      | Kentarō Ishikawa    | Japonia           | 1:49.9 | +5.8   |

#### Sztafeta mieszana z biathlonem
| Miejsce | Państwo           | Czas      | Strata  | Ilość pudeł |
| ------- | ----------------- | --------- | ------- | ----------- |
|         | Niemcy            | 1:04:23.4 | -       | 1+6         |
|         | Rosja             | 1:05:22.5 | +59.1   | 2+9         |
|         | Stany Zjednoczone | 1:05:23.0 | +59.6   | 0+5         |
| 4.      | Szwajcaria        | 1:05:36.0 | +1:12.6 | 0+5         |
| 5.      | Francja           | 1:06:01.9 | +1:38.5 | 0+5         |
| 6.      | Szwecja           | 1:06:07.9 | +1:44.5 | 0+9         |
| 7.      | Austria           | 1:06:22.9 | +1:59.5 | 2+5         |
| 8.      | Estonia           | 1:06:37.7 | +2:14.3 | 0+4         |
| 9.      | Norwegia          | 1:06:46.2 | +2:22.8 | 3+6         |
| 10.     | Kazachstan        | 1:06:47.8 | +2:24.4 | 4+8         |